# Lações
Lações é um lugar da cidade de Oliveira de Azeméis, da freguesia de Oliveira de Azeméis, Santiago de Riba-Ul, Ul, Macinhata da Seixa e Madail e do Município de Oliveira de Azeméis, situado no Entre Douro e Vouga - Área Metropolitana do Porto.
É o maior lugar e provavelmente o mais populoso da cidade. Esta denominação é dada a grande parte da zona nordeste da cidade, havendo quem faça a distinção entre Lações de Cima e Lações de Baixo, onde a fronteira é estabelecida, grosso-modo, pelo I.C.2.

## Origem
Lações deve remontar ao século IX ou princípio do século X, depois da primeira Reconquista Cristã.
Foram quintas ou terrenos tomados de presúria, depois da fuga dos mouros para o sul. Como os lavradores ou habitantes das mesmas herdades necessitaram, para a sua assistência espiritual, de uma capela ou ermida, foi construída pelo Conde Betotes, chefe militar e dono de latifúndios na nossa região, um pequeno templo com a invocação de Arcanjo São Miguel que já era padroeiro da primitiva igreja, chamada S. Miguel de “Ulveira”.
O nome de Lações é proveniente de “Dezanos” que significa habitantes de Deza, centro habitacional de cristãos na região da Galiza e que marcharam para o sul e se fixaram na nossa região, ao virem incorporados nos exércitos cristãos capitaneados por Afonso I das Astúrias.

## Castro / Castelo de Lações
No cimo do cabeço denominado Castelo, cota de 272 m., situado junto à povoação de Lações de Cima, a 1 km. a nordeste da vila de Oliveira-de-Azeméis, existiu em tempos muito antigos um castro luso-romano, que na época da reconquista cristã teria sido transformado num castelo medieval.
Hoje não resta dele os mais insignificantes vestígios, nem sequer o cabeço em que estava, que foi totalmente desmontado.
Fonte: Roteiro dos Monumentos Militares Portugueses, de João de Almeida, 1945, pág. 80